# MLB The Show 22
MLB The Show 22 ist ein Baseball-Videospiel von SIE San Diego Studio, das von Sony Interactive Entertainment veröffentlicht wird und auf der Major League Baseball (MLB) basiert. Der siebzehnte Teil der MLB:-The-Show-Reihe wurde am 5. April 2022 veröffentlicht. Das Spiel wurde für die PlayStation 4, PlayStation 5, Xbox One und Xbox Series X/S sowie erstmals für die Nintendo Switch veröffentlicht. Auf dem Cover ist der Two-Way-Spieler (Pitcher und Batter) Shohei Ohtani von den Los Angeles Angels zu sehen. Die MVP- und Digital-Deluxe-Editionen von MLB: The Show 22 zeigen ein spezielles Manga-Bild von Shohei Ohtani, das von Takashi Okazaki gestaltet wurde.
Im zweiten Jahr in Folge sind die Xbox-Versionen des Spiels für Xbox-Game-Pass-Abonnenten ohne zusätzliche Kosten erhältlich. Käufer der MVP- oder Digital Deluxe-Editionen erhielten ab dem 1. April frühzeitigen Zugriff auf das Spiel.
Es ist eines der ersten MLB-Spiele, das in den Vereinigten Staaten keine Konkurrenten hatte, weder im Simulations- noch im Arcade-Bereich, da die R.B.I.-Baseball-Serie eingestellt wurde. In Japan ist der einzige Konkurrent der eBaseball Powerful Pro Yakyuu 2022 von Konami.

## Rezeption
MLB The Show 22 erhielt laut Metacritic „allgemein positive“ Kritiken von den Kritikern.
GameSpot bewertete das Spiel mit 7/10 und lobte das Gameplay und die Erweiterung verschiedener Spielmodi, kritisierte aber den Mangel an Innovation in anderen Bereichen und die sich wiederholenden Kommentare. In seiner 4/5-Bewertung lobte GamesRadar+ ebenfalls die Erweiterung des Modus March to October, beklagte aber ansonsten die begrenzten Ergänzungen und sagte: „Abgesehen von den Kritikpunkten bleibt MLB The Show 22 eine unterhaltsame, authentische und umfassende Simulation, die zu den besten der Branche gehört. Ignoriert man den Druck des Marktes, sich zu wiederholen und zu erneuern, so ist das Spiel neben NBA 2K das führende Sportspiel“. IGN schrieb in der 7/10-Bewertung: „MLB The Show 22 ist größtenteils eine Runderneuerung eines bereits großartigen Spiels, aber mehr Bugs als üblich und der nicht ganz zeitgemäße Koop-Modus sind Anzeichen dafür, dass die Serie an Geschwindigkeit verliert“. Game Informer merkte an, dass das Kern-Gameplay von MLB The Show 22 zwar solide sei, sich aber abnutzt. Die Seite kritisierte auch die technischen Probleme des Spiels und schrieb: „Eine Woche nach dem Start ist die Online-Performance von MLB The Show 22 wackelig... Die Online-Stabilität ist weiterhin ein großes Loch... Während die neue Switch-Version alle Inhalte der PlayStation- und Xbox-Versionen bietet, leidet sie unter Framerate-Stottern und erheblichem grafischem Flimmern“.